# Neopachylopus sulcifrons
Neopachylopus sulcifrons är en skalbaggsart som först beskrevs av Mannerheim 1843.  Neopachylopus sulcifrons ingår i släktet Neopachylopus och familjen stumpbaggar. Inga underarter finns listade i Catalogue of Life.